# Пандемија ковида 19 у Алберти
Пандемија ковида 19 у Алберти део је текуће глобалне пандемије болести корона вируса 2019 (ковид 19), заразне болести изазване тешким акутним респираторним синдромом коронавирус 2 (САРС-КоВ-2). Канадска провинција Алберта заузима треће место по броју случајева ковида 19 у Канади, одмах иза Онтарија и Квебека.
Џејсон Кени, премијер Алберте, који је блиско сарађивао са Одбором за управљање ванредним ситуацијама, следио је препоруке главног медицинског службеника Алберте за здравство, др Дини Хиншо, као одговор на „глобалну претњу која се брзо развија“. Ванредно стање је проглашено 17. марта. Лабораторија за јавно здравље Алберте је увелико повећала тестове на ковид 19, достигавши 1.000 тестирања дневно до 8. марта и 3.000 тестирања дневно до 26. марта. Хиншо је рекла да је до 20. марта „Алберта је нила једна од оних који су спроводили највећи број тестова по глави становника.“  Од 7. фебруара 2022. године, у Алберти је спроведено 6.789.184 тестова. Дана 12. јуна, цела провинција Алберта је прешла на фазу два владиног плана за поновно покретање привреде.
Врхунац првог таласа је достигнут 30. априла 2020. године, када је број активних случајева ковида 19 у покрајини достигао 3.022 позитивних на ковид. До 19. октобра 2020. године, током другог таласа, број активних случајева достигао је 3.138 позитивних на ковид. Други талас је донео велики број нових случајева у Алберти, који су достигли врхунац 14. децембра 2020. са 20.500 активних случајева. Покушај укидања ограничења након што су се случајеви смирили почетком 2021. прекинуо је у марту трећи талас. Ово је довело до повлачења процеса поновног отварања јер се чекало на прву дозу вакцинације. Алберта је 1. јула укинула скоро све преостале мере. Крајем јула 2021. године, појавом четвртог таласа у Алберти, покрајина се суочила са критикама због планова да се ковид 19 третира као ендемска болест смањењем тестирања, тражења контаката и захтева за самоизолацијом.
Због појаве четвртог таласа, покрајина је поново почела да уводи ограничења 4. септембра, укључујући обавезне маске у јавним затвореним просторима. Премијер Алберте, Џејсон Кени је 15. септембра 2021. године поново прогласио ванредно стање у јавном здравству, најавио поновно успостављање ограничења за предузећа и окупљања и најавио вакцинацију за предузећа, ентитете и догађаје који захтевају изузеће од донешених мера.

### Владине мере

#### Први талас
Покрајина је 12. марта ограничила сва окупљања на максимум од 250 људи, препоручила да се не путује у иностранство и препоручила да се свако ко се врати са међународних путовања самоизолује 14 дана по повратку. Суд „Краљичине клупе” у Алберти одложио је сва суђења са која су имала пороту и која су била заказана за почетак после 13. марта. Суђења са поротом која су већ била у току су се наставила.
Премијер Алберте Кени је 17. марта прогласио ванредно стање у јавном здравству. Следећег дана најавио је низ покрајинских финансијских мера, укључујући одлагање плаћања комуналних услуга, престанак наплате пореза на добит предузећа, „шестомесечни мораторијум на студентске кредите“ и пакет подршке за хитну изолацију.
Дана 28. марта, након што је ограничила окупљања на максимум од 50 људи, покрајина је даље ограничила окупљања на 15 људи, обуставила приступ возилима покрајинским парковима и наредила затварање свих здравствених установа и услуга за личну негу „блиског контакта“, ресторана за ручавање и малопродајне радње које нису неопходне. Премијер Кени је такође најавио заштиту за изнајмљиваче станова.

#### Други талас
Ограничења су поново почела да се појављују у новембру 2020. Дана 12. новембра је најављено је да ће барови наредних 14 дана морати да прекину продају алкохола у 10 сати увеће а затворити барове до 11 часова. унутар региона којима је АХС дао класификацију „побољшаног статуса“ и да ће све групни објекти за фитнес, групни перформанси и тимске спортске активности у затвореном бити забрањене у регионима Калгари, Едмонтон, Форт Мекмареј, Гранде Прери, Летбриџ и Ред Дир.
Дана 24. новембра, премијер Алберте Кени је најавио да ће сва „друштвена окупљања“ у затвореном простору бити забрањена, становници могу бити у блиском контакту само са члановима свог непосредног домаћинства (или до две особе ако живе сами), а окупљања на отвореном, венчања и сахране ће бити ограничен на највише 10 људи. Ученици од 7. до 12. разреда прешли би на онлајн наставу од 30. новембра до 11. јануара 2021. Поред тога, сале за изнајмљивање и затворени простори за игру у зонама регулаторног статуса бити затворени. Ресторани би били ограничени на столове од шест особа без додатних забавних перформанси, казинима би било забрањено да имају игре где је блиски контакт за игру неопходан а малопродајна предузећа су ограничена на максимално 25% њиховог лиценцираног капацитета. Кени је такође охрабрио компаније да запослени раде од куће још најмање три недеље. Наведено је да ће мере бити поново размотрене и да до 15. децембра покрајина жели да стопа нових преноса падне на 1%.

#### Трећи талас
Трећи талас је довео до условљених ограничења или отварања у зависности од показатеља.
| Фаза        | Предуслови | Датум имплементације | Ограничења |
| ----------- | --- | -------------------- | --- |
| Први корак  | Треба да прође најмање две недеље откако су следећи показатељи били постигнути: - Најмање 50% становника који испуњавају услове примило је најмање једну дозу вакцине. - Хоспитализација у целој покрајини је испод 800.   | 1. јун 2021          | - Окупљање на отвореном ограничено на 10 људи уз социјално дистанцирање. - Рекреативне активности на отвореном су дозвољене за појединце или групе од 10 људи или мање. - Забрањена су сва друштвена окупљања у затвореном простору. - Сви запослени морају радити од куће ако за то имају могућност. - Продавнице у малопродаји су ограничене на 15% капацитета. - Богослужења могу да се обављају са 15% капацитета. - Услуге личне неге морају да раде само по претходно заказаном термину - Свадбене церемоније су ограничене на 10 људи. - Погребне услуге су ограничене на 20 људи. - Забрањени пријеми за свадбе и сахране - Ресторани ограничени на услуге на отвореном/у дворишту, максимално четири особе за столом, ограничени на чланове или непосредно домаћинство или контролисане блиске контакте за оне који живе сами.                           |
| Други корак | Треба да прође најмање две недеље од када су испуњени следећи показатељи: - Најмање 60% становника који испуњавају услове примило је најмање једну дозу вакцине. - Хоспитализација у целој покрајини је испод 500 и опада. | 10. јун 2021         | - Друштвена окупљања на отвореном ограничена су на 20 људи уз социјално дистанцирање. - Јавна окупљања на отвореном ограничена су на 150 људи, или једну трећину капацитета за „фиксиране просторије за седење на отвореном“. - Забрањена су сва друштвена окупљања у затвореном простору. - Свим запосленима се препоручује да раде од куће ако за то имају могућности, али то више није мандат. - Ресторани могу да нуде оброке у затвореном, максимално шест особа по столу. - Ученици после средње школе се враћају на лично предавање. - Малопродајне радње и богомоље могу да раде са једном трећином свог капацитета. - Објекти за рекреацију и забаву у затвореном могу радити са 30% капацитета. - Свадбене и погребне церемоније ограничене на 20 људи. Дозвољени пријеми на отвореном. - Спортови за младе и одрасле могу се наставити без ограничења. |
| Тречи корак | Прошло је најмање две недеље од када су испуњени следећи показатељи: - Најмање 70% становника који испуњавају услове примило је најмање једну дозу вакцине.                                                                | 1. јул 2021          | - Већина преосталих ограничења је укинута. - Маске остају обавезне у јавном превозу и здравственим установама. |

Алберта је 28. јула најавила велике промене у свом поступању са ковидом 19 (измењено 13. августа) како би га ставила „у ред са другим респираторним вирусима како би се обезбедио капацитет здравственог система за јесен“, што је укључивало планове за повећање поново асимптоматског тестирања, и на крају укинути услове за самоизолацију за оне који су позитивни.

#### Четврти талас
Дана 4. септембра 2021. маске су поново постале обавезне у јавним затвореним просторима широм провинције. Лиценцираним објектима забрањено је и точење алкохола након 22.00 сата, а потрошња се мора прекинути после 23:00 сата.
Премијер Алберте Кени је, 15. септембра 2021,  поново увео ванредно стање у јавном здравству и најавио нова ограничења која су ступила на снагу 16. и 20. септембра.

### Маске за лице
Влада Алберте је 29. маја 2020. године најавила партнерство са ланцима брзе хране А&В, Мекдоналдс и Тим Хортонс у циљу дистрибуције бесплатних немедицинских маски за лице купцима који пролазе кроз „драјвтру”.
1. августа 2020. и Калгари и Едмонтон су наложили ношење маски у затвореним јавним просторима. Банф такође захтева маске у својој пешачкој зони у центру града. До 20. новембра 2020. Алберта је била једина провинција без провинцијског мандата за маске. Мандат за маске објављен је 8. децембра 2020. године.

### Вакцинација
Према савезним ограничењима путовања која су уведена 18. марта 2020, Међународни аеродром Калгари је један од четири канадска аеродрома који су тада прихватали међународне летове изван Кариба, Мексика и Сједињених Држава. Инострани путници приликом доласка у Калгари сусрећу се са здравственим званичницима Алберте који „потврђују поруку о обавезној“ 14-дневној самоизолацији путницима који се враћају.
Влада Алберте је 22. октобра 2020. најавила пилот пројекат са савезном владом, према којем појединци који се враћају са међународног путовања преко међународног аеродрома Калгари или граничног прелаза Свiтграс-Kоутс могу да се одрекну периода карантина који је обавезан на савезном нивоу ако се одмах тестирају на ковид 19 по доласку. Они морају да буду у карантину док резултат не буде негативан, након чега више нису ограничени, иако морају да добију други тест у року од шест или седам дана од доласка, да попуне дневну анкету о процени и не путују ван провинције 14 дана. До децембра 2020. објављено је да се најмање 10.000 путника одлучило за шему и да је стопа позитивности била „прилично ниска“.

## Статистика

### Географска дистрибуција ковида
Влада Алберте одржава геопросторни трагач, који пружа прецизније географске податке, као што су активни случајеви по градској регији, граду или округу.
| Здравствена зона | Потврђено случајева | Смрти | Активно | Проценат случајева |
| ---------------- | ------------------- | ----- | ------- | ------------------ |
| Зона Калгарија   | 206.337             | 998   | 11.146  | 41%                |
| Зона Едмунтона   | 163.289             | 1.468 | 8.298   | 32%                |
| Централна зона   | 50.671              | 456   | 3.252   | 10%                |
| Јужна зона       | 32.119              | 326   | 2.493   | 6%                 |
| Северна зона     | 56.246              | 438   | 2.797   | 11%                |
| Непознати        | 1.056               | 0     | 279     | 0%                 |
| Укупно           | 509.718             | 3.686 | 28.265  | 100%               |
| 1.               |                     |       |         |                    |